# Annus horribilis

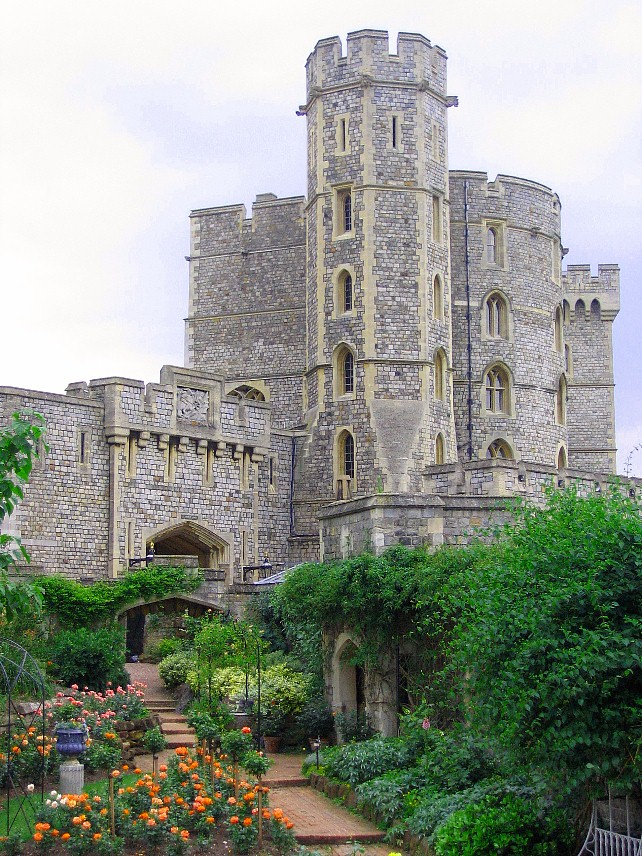
Castell de Windsor, residència d'Elisabet II del Regne Unit que es cremà el 1992.

Annus horribilis és una expressió llatina que es pot traduir com a “un any terrible”. Aquesta expressió es fa servir quan, en acabar un any, el seu balanç és força negatiu. L'expressió oposada, annus mirabilis, és un terme tradicional, mentre que annus horribilis és d'encunyació relativament recent.

## Usos històrics

### Elisabet II del Regne Unit
Encara que la frase es va utilitzar en 1891 en referència a l'any 1870, quan l'església catòlica va definir el dogma de la infal·libilitat papal, va ser popularitzat per la reina Elisabet II del Regne Unit el 24 de novembre de 1992 durant el discurs de Guildhall pel 40 aniversari de la seva coronació, en què va descriure aquest any com a un annus horribilis:
1992 no és un any que hagi de recordar amb gran satisfacció. En paraules d'un dels meus corresponsals més comprensius, ha resultat ser un annus horribilis.
Més tard, es va revelar que el “corresponsal simpàtic” va ser el seu antic assistent i secretari privat Sir Edward Ford.
Aquests són alguns dels esdeveniments esdevinguts durant aquest any entorn de la família reial britànica i als quals la reina podria haver fet al·lusió:
- El 12 de març, Maurici, territori del qual Elisabet II era reina, es va convertir en una república.
- El 19 de març, es va anunciar que el seu tercer fill, el príncep Andreu, se separava de la seva esposa, Sarah Ferguson, duquessa de York.
- El 23 d'abril, la seva filla, la princesa Ana, es va divorciar del capità Mark Phillips.
- El 8 de juny va aparèixer la biografia de la princesa de Gal·les Diana: la seva veritable història, que es va publicar després de donar-se a conèixer per entregues a The Sunday Times. Escrita per Andrew Morton, va revelar per primera vegada les dissorts del matrimoni de la princesa, i en particular, el romanç entre el príncep de Gal·les i Camilla Parker-Bowles.
- El 20 d'agost, el Daily Mirror va publicar unes fotos escandaloses de la duquessa de York en què es veia el seu amic John Bryan fent-li un petó als peus.
- El 24 d'agost, The Sun va publicar enregistraments de trucades telefòniques íntimes entre la Princesa de Gal·les i James Gilbey', causant l'incident anomenat "Squidgygate".
- El 13 de novembre, el romanç entre el príncep de Gal·les i Camilla Parker-Bowles va quedar confirmat per una transcripció dels enregistraments de trucades telefòniques publicada al Daily Mirror en el conegut incident "Tampongate".
- El 20 de novembre, quatre dies abans del discurs de Guildhall, es va incendiar el Castell de Windsor –una de les residències oficials de la reina–, patint danys considerables.

### Kofi Annan
Kofi Annan, llavors Secretari General de les Nacions Unides, va usar la frase a la conferència de premsa de Cap d'Any, el 21 de desembre de 2004. Annan reflexionava d'aquesta manera: "no hi ha cap dubte que aquest ha estat un any particularment difícil, i m'alleuja que aquest annus horribilis estigui arribant al final". Els seus comentaris es van interpretar com a una al·lusió a les persistents denúncies de corrupció de l'ONU a l'Iraq, dins del programa Petroli per Aliments. Els seus comentaris només es van produir uns dies abans de l'esdeveniment més mortífer de l'any, el tsunami de l'oceà Índic del 26 de desembre del 2004.

### Joan Carles I
El 2007, la família reial espanyola, i en concret el rei Joan Carles I, es va enfrontar a un any difícil. Una tragèdia familiar i una sèrie de controvèrsies van portar els diaris espanyols a referir-se a l'any com a l'annus horribilis del rei.
- El febrer, Érika Ortiz Rocasolano, la germana menor de la Princesa d'Astúries, va morir d'una sobredosi de medicaments al seu apartament.
- El juliol, una revista d'humor, El Jueves, va publicar un dibuix a la portada que representava el Príncep i la Princesa d'Astúries mantenint relacions sexuals, amb el text: "Imagina't que acabessis embarassada. Això seria el més semblant a treballar que hauria fet a la meva vida", satiritzant la proposta del govern de donar 2500 euros als pares de nens nounats. La revista va ser segrestada, cosa que va donar peu a una controvèrsia per censura.
- El setembre, catalans separatistes van ser jutjats per haver cremat fotografies del rei Joan Carles i la reina Sofia en una manifestació antimonàrquica i separatista catalana a Girona, mentre que la parella reial recorria la ciutat.
- A principis de novembre, a la XVII Cimera Iberoamericana, després d'un altercat verbal entre Hugo Chávez, president de Veneçuela, i José Luis Rodríguez Zapatero, president del Govern d'Espanya, el rei li va cridar a Chávez, "¿Por què no te calles?".
- Poc després de la cimera, la Casa Reial va anunciar la separació de la filla del rei, la duquessa de Lugo, i el seu espòs, Jaime de Marichalar. La parella té dos fills, Felipe i Victoria.